# Антонка
Антонка — деревня в Александровском муниципальном районе Владимирской области России, входит в состав Краснопламенского сельского поселения.

## География
Деревня расположена в 14 км на северо-запад от центра поселения посёлка Красное Пламя и в 46 км на северо-запад от города Александрова. 

## История
В середине XIX века деревня относилась к Гольцевскому приходу. В 1859 году в деревне числилось 30 дворов, в 1905 году — 55 дворов.
В конце XIX — начале XX века деревня входила в состав Вишняковской волости Переславского уезда. 
С 1929 года деревня являлась центром Антоновского сельсовета Александровского района, в 1941-1965 годах в составе Струнинского района, с 1984 года — в составе Обашевского сельсовета.

## Население
| 1859 | 1905 | 1926 | 2002 | 2010 | 2021 |
| ---- | ---- | ---- | ---- | ---- | ---- |
| 204  | ↘193 | ↗339 | ↘19  | ↘18  | ↗50  |